# Campionato asiatico maschile di pallacanestro 2025
Il Campionato Asiatico Maschile di Pallacanestro FIBA 2025, anche conosciuta come FIBA Asia Cup 2025, sarà la 31ª edizione della FIBA Asia Cup, il campionato continentale di pallacanestro in Asia. Il torneo sarà organizzato dalla FIBA Asia.
L'Arabia Saudita sarà il paese ad ospitare la competizione, sarà la seconda volta, dopo aver già organizzato l’edizione del 1997. La competizione si svolgerà dal 5 al 17 agosto 2025.
L’Australia parteciperà come campione in carica, dopo aver sconfitto il Libano nella finale dell’edizione 2022.

## Qualificazioni
Nazionale qualificata alla FIBA Asian Cup 2025
     Nazionale non qualificata alla FIBA Asian Cup 2025
     Non partecipato alle qualificazioni

Mappa delle qualificazioni alla FIBA Asia Cup 2025:
Nazionale qualificata alla FIBA Asian Cup 2025
Nazionale non qualificata alla FIBA Asian Cup 2025
Non partecipato alle qualificazioni

Trenta squadre hanno preso parte alla fase di qualificazione, compresi i padroni di casa dell’Arabia Saudita, che vi hanno partecipato a scopo preparatorio.
Le qualificazioni sono iniziate il 22 giugno 2022. Le squadre che non erano riuscite ad accedere alle qualificazioni per la Coppa del Mondo 2023, insieme a quelle che non vi avevano preso parte, hanno disputato il primo turno di pre-qualificazioni. Quest'ultime si sono svolti nelle regioni occidentale e orientale, al fine di determinare le otto squadre che si sarebbero unite alle sedici già partecipanti alla FIBA Asia Cup 2022. Nelle qualificazioni vere e proprie, le 24 squadre (12 per la regione Ovest e 12 per quella Est) sono state suddivise in sei gruppi da quattro squadre ciascuno, con tre gruppi assegnati a ogni regione. Le prime due classificate di ciascun gruppo si sono qualificate direttamente alla Asia Cup, mentre le terze hanno disputato un turno finale di qualificazione, dal quale sono uscite le ultime quattro squadre (due per regione) qualificate al torneo.
Tra le squadre qualificate, tredici avevano già preso parte all’edizione precedente. Guam farà il proprio debutto nel torneo, diventando la terza squadra oceaniana a qualificarsi dopo Australia e Nuova Zelanda. Anche l’Iraq e il Qatar si sono qualificati, dopo essere rimasti esclusi nel 2022.
Tra le squadre che non hanno ottenuto il pass per la competizione, spicca il Kazakistan, che non è riuscito a qualificarsi dopo aver partecipato alle precedenti quattro edizioni. La loro assenza segna la prima volta dal 1993 che nessun Paese dell’Asia centrale sarà presente alla FIBA Asia Cup. Anche Indonesia, che aveva ospitato l’edizione 2022 della Asia Cup e la Coppa del Mondo FIBA 2023, non si è qualificata dopo aver perso tutte le partite disputate nei gironi di qualificazione. Il Bahrein, infine, è stato eliminato dopo aver perso entrambe le gare del turno finale di qualificazione.

### Squadre qualificate
| Nazionale      | Metodo qualificazione | Data qualificazione | App. | Prima   | Ultima  | Cons.   | Miglior piazzamento                     | WR |
| -------------- | --------------------- | ------------------- | ---- | ------- | ------- | ------- | --------------------------------------- | -- |
| Arabia Saudita | Paese ospitante       | 7 Dicembre 2023     | 10°  | 1989    | 2022    | 2       | Terzo posto (1999)                      | 65 |
| Australia      | Prime due Gruppo A    | 24 Novembre 2024    | 3°   | 2017    | 2022    | 3       | Campioni (2017, 2022)                   | 7  |
| Giappone       | Prime due Gruppo C    | 24 Novembre 2024    | 30°  | 1960    | 2022    | 29      | Campioni (1965, 1971)                   | 21 |
| Filippine      | Prime due Gruppo B    | 25 Novembre 2024    | 29°  | 1960    | 2022    | 8       | Campioni (1960, 1963, 1967, 1973, 1985) | 34 |
| Nuova Zelanda  | Prime due Gruppo B    | 25 Novembre 2024    | 3°   | 2017    | 2022    | 3       | Terzo posto (2022)                      | 22 |
| Libano         | Prime due Gruppo F    | 25 Novembre 2024    | 11°  | 1999    | 2022    | 4       | Finalista (2001, 2005, 2007, 2022)      | 29 |
| Giordania      | Prime due Gurppo D    | 25 Novembre 2024    | 17°  | 1983    | 2022    | 10      | Finalista (2011)                        | 35 |
| Corea del Sud  | Prime due Gruppo A    | 20 Febbraio 2025    | 31°  | 1960    | 2022    | 31      | Campioni (1969, 1997)                   | 53 |
| Cina           | Prime due Gruppo C    | 20 Febbraio 2025    | 24°  | 1975    | 2022    | 24      | Campioni (Sedici volte)                 | 30 |
| Iran           | Prime due Gruppo E    | 21 Febbraio 2025    | 19°  | 1973    | 2022    | 10      | Campioni (2007, 2009, 2013)             | 28 |
| Qatar          | Prime due Gruppo E    | 21 Febbraio 2025    | 11°  | 1991    | 2017    | 1       | Terzo posto (2003, 2005)                | 87 |
| Siria          | Prime due Gruppo F    | 24 Febbraio 2025    | 8°   | 1999    | 2022    | 3       | Quarto posto (2001)                     | 71 |
| Taipei cinese  | Prime due Gruppo G    | 21 Marzo 2025       | 26°  | 1960    | 2022    | 19      | Finalista (1960, 1963)                  | 75 |
| Guam           | Prime due Gruppo G    | 21 Marzo 2025       | 1°   | Debutto | Debutto | Debutto | Debutto                                 | 91 |
| India          | Prime due Gruppo H    | 22 Marzo 2025       | 27th | 1965    | 2022    | 11      | Quarto posto (1975)                     | 81 |
| Iraq           | Prime due Gruppo H    | 23 Marzo 2025       | 5°   | 1977    | 2017    | 1       | Sesto posto (1977)                      | 93 |

## Sorteggio
Il sorteggio si è svolto l’8 aprile 2025 a Gedda.
Ogni girone poteva contenere al massimo una squadra proveniente dall’Asia orientale (EABA), dal Golfo (GBA) e dalla regione/sub-zona oceaniana. Inoltre, ogni gruppo doveva includere almeno una e al massimo due squadre appartenenti alla sub-zona dell’Asia occidentale (WABA).
Le teste di serie sono state annunciate il 4 aprile 2025 e si basavano sulla Classifica mondiale della FIBA aggiornato al 28 marzo 2025. L’Arabia Saudita, in qualità di Paese ospitante, aveva il diritto di scegliere in quale urna essere inserita.
| Nazionale      | Pos |
| -------------- | --- |
| Arabia Saudita | 65  |
| Australia      | 7   |
| Giappone       | 21  |
| Nuova Zelanda  | 22  |

| Team      | Pos |
| --------- | --- |
| Iran      | 28  |
| Libano    | 29  |
| Cina      | 30  |
| Filippine | 34  |

| Team          | Pos |
| ------------- | --- |
| Giordania     | 35  |
| Corea del Sud | 53  |
| Siria         | 71  |
| Taipei cinese | 73  |

| Team  | Pos |
| ----- | --- |
| India | 76  |
| Qatar | 87  |
| Guam  | 88  |
| Iraq  | 92  |

## Fase a gironi
Tutte le partite giocate secondo l'orario locale (UTC+3).

### Gruppo A
| Pos | Squadra       | G | V | P | PF  | PS  | DP  | Pt | Qualificazione   |
| --- | ------------- | - | - | - | --- | --- | --- | -- | ---------------- |
| 1   | Australia     | 3 | 3 | 0 | 300 | 223 | +77 | 6  | Quarti di finale |
| 2   | Corea del Sud | 3 | 2 | 1 | 255 | 266 | −11 | 5  | Playoff          |
| 3   | Libano        | 3 | 1 | 2 | 250 | 270 | −20 | 4  | Playoff          |
| 4   | Qatar         | 3 | 0 | 3 | 245 | 291 | −46 | 3  |                  |

| Arbitri: | Ahmed Al-Shuwaili Mohammad Taha Chuang Chih-chun |

|            |          |           |
| McVeigh 20 | Punti    | Lee J. 20 |
| Foxwell 3  | Assist   | Yang 3    |
| Magnay 9   | Rimbalzi | Lee H. 8  |

| Arbitri: | Yevgeniy Mikheyev Sun Jian Glenn Cornelio |

|                 |          |                    |
| Goodwin 33      | Punti    | Lawson, Mansour 12 |
| Goodwin 7       | Assist   | Mezher 4           |
| Hadžibegović 13 | Rimbalzi | Lawson 7           |

| Arbitri: | Yevgeniy Mikheyev Harja Jaladri Ryan Jones |

|               |          |                         |
| Lee H., Yu 24 | Punti    | Goodwin 19              |
| Lee J. 5      | Assist   | Goodwin 6               |
| Ha 10         | Rimbalzi | Goodwin, Hadžibegović 7 |

| Arbitri: | Ahmed Al-Shuwaili Glenn Cornelio Abdullah Al-Hejaili |

|                   |          |                    |
| Khayat 22         | Punti    | Galloway, Smith 18 |
| Mansour 5         | Assist   | Hickey 9           |
| Khayat, Mansour 6 | Rimbalzi | White 10           |

| Arbitri: | Ahmed Al-Shuwaili Mohammad Taha Chuang Chih-chun |

|            |          |                  |
| Goodwin 24 | Punti    | Galloway 24      |
| Goodwin 5  | Assist   | Hickey 8         |
| Goodwin 7  | Rimbalzi | Cooks, Wessels 6 |

| Arbitri: | Yevgeniy Mikheyev Harja Jaladri Sun Jian |

|               |          |                     |
| Lee H., Yu 28 | Punti    | Jamaleddine 15      |
| Yang 8        | Assist   | quattro giocatori 3 |
| Lee H. 6      | Rimbalzi | Haidar 7            |

### Gruppo B
| Pos | Squadra  | G | V | P | PF  | PS  | DP  | Pt | Qualificazione   |
| --- | -------- | - | - | - | --- | --- | --- | -- | ---------------- |
| 1   | Iran     | 3 | 3 | 0 | 237 | 165 | +72 | 6  | Quarti di finale |
| 2   | Giappone | 3 | 2 | 1 | 271 | 209 | +62 | 5  | Playoff          |
| 3   | Guam     | 3 | 1 | 2 | 197 | 252 | −55 | 4  | Playoff          |
| 4   | Siria    | 3 | 0 | 3 | 184 | 263 | −79 | 3  |                  |

| Arbitri: | Ryan Jones Ahmed Al-Bulushi Abdullah Al-Hejaili |

|                     |          |              |
| Hawkinson 26        | Punti    | DeShields 21 |
| Hawkinson, Yoshii 4 | Assist   | DeShields 7  |
| Hawkinson 13        | Rimbalzi | DeShields 8  |

| Arbitri: | Harja Jaladri Park Kyoung-jin Preeda Muongmee |

|                  |          |                |
| Wesley 18        | Punti    | Aghajanpour 19 |
| Cruz, Galloway 2 | Assist   | Sheikhi 6      |
| Wesley 9         | Rimbalzi | Kazemi 12      |

| Arbitri: | Sun Jian Mohammad Taha Preeda Muongmee |

|          |          |              |
| Amini 24 | Punti    | Tominaga 22  |
| Jafari 5 | Assist   | Togashi 4    |
| Amini 8  | Rimbalzi | Hawkinson 17 |

| Arbitri: | Ahmed Al-Bulushi Park Kyoung-jin Chuang Chih-chun |

|              |          |                 |
| DeShields 29 | Punti    | Cruz, Wesley 21 |
| DeShields 6  | Assist   | Ross, Wesley 8  |
| DeShields 8  | Rimbalzi | Wesley 9        |

| Arbitri: | Glenn Cornelio Ahmed Al-Bulushi Abdullah Al-Hejaili |

|            |          |                 |
| Ross 17    | Punti    | Tominaga 20     |
| Wesley 4   | Assist   | Harper, Toews 5 |
| Galloway 7 | Rimbalzi | Hawkinson 8     |

| Arbitri: | Park Kyoung-jin Preeda Muongmee Ryan Jones |

|              |          |                |
| DeShields 16 | Punti    | Aghajanpour 24 |
| DeShields 3  | Assist   | Kazemi 5       |
| Abdullah 7   | Rimbalzi | Kazemi 12      |

### Gruppo C
| Pos | Squadra            | G | V | P | PF  | PS  | DP  | Pt | Qualificazione   |
| --- | ------------------ | - | - | - | --- | --- | --- | -- | ---------------- |
| 1   | Cina               | 3 | 3 | 0 | 283 | 225 | +58 | 6  | Quarti di finale |
| 2   | Arabia Saudita (H) | 3 | 2 | 1 | 249 | 225 | +24 | 5  | Playoff          |
| 3   | Giordania          | 3 | 1 | 2 | 232 | 251 | −19 | 4  | Playoff          |
| 4   | India              | 3 | 0 | 3 | 212 | 275 | −63 | 3  |                  |

| Arbitri: | Scott Beker Ahmed Al-Bulushi Preeda Muongmee |

|                  |          |                   |
| Tucker 17        | Punti    | 14 Muthu Krishnan |
| Ibrahim 6        | Assist   | 5 Prince          |
| Abbas, Ibrahim 7 | Rimbalzi | 7 Prince          |

| Arbitri: | Takaki Kato Park Kyoung-jin Paul Skayem |

|           |          |                  |
| Hu J. 20  | Punti    | 32 Abdur-Rahkman |
| Zhao R. 6 | Assist   | 9 Abdel Gabar    |
| Yu 7      | Rimbalzi | 8 Abdel Gabar    |

| Arbitri: | Rabah Noujaim Glenn Cornelio Paul Skayem |

|                   |          |                   |
| Muthu Krishnan 16 | Punti    | Hu M., Zhao J. 17 |
| Dagar 5           | Assist   | Liao 8            |
| Prince 7          | Rimbalzi | Hu J. 10          |

| Arbitri: | Yevgeniy Mikheyev Wissam Zein Preeda Muongmee |

|                              |          |                          |
| Abdur-Rahkman 25             | Punti    | Al-Hamarsheh, Ibrahim 19 |
| Abdel Gabar, Abdur-Rahkman 7 | Assist   | Ibrahim 5                |
| Al-Suwailem 15               | Rimbalzi | Tucker 8                 |

| Arbitri: | Scott Beker Ahmed Al-Bulushi Paul Skayem |

|          |          |                 |
| Cheng 20 | Punti    | Tucker 27       |
| Hu M. 6  | Assist   | Kanaan 3        |
| Hu J. 11 | Rimbalzi | tre giocatori 6 |

| Arbitri: | Takaki Kato Harja Jaladri Park Kyoung-jin |

|                          |          |                |
| Brar 20                  | Punti    | Al-Suwailem 15 |
| Muthu Krishnan, Sekhon 5 | Assist   | Abdel Gabar 7  |
| Prince 4                 | Rimbalzi | Al-Suwailem 14 |

### Gruppo D
| Pos | Squadra       | G | V | P | PF  | PS  | DP  | Pt | Qualificazione   |
| --- | ------------- | - | - | - | --- | --- | --- | -- | ---------------- |
| 1   | Nuova Zelanda | 3 | 3 | 0 | 312 | 242 | +70 | 6  | Quarti di finale |
| 2   | Taipei cinese | 3 | 2 | 1 | 260 | 265 | −5  | 5  | Playoff          |
| 3   | Filippine     | 3 | 1 | 2 | 239 | 246 | −7  | 4  | Playoff          |
| 4   | Iraq          | 3 | 0 | 3 | 195 | 253 | −58 | 3  |                  |

| Arbitri: | Yevgeniy Mikheyev Harja Jaladri Mohammad Taha |

|                  |          |                |
| Britt 21         | Punti    | 19 Abdul Allah |
| Britt 4          | Assist   | 5 Mayfield     |
| Britt, Davison 7 | Rimbalzi | 9 Al-Zuhairi   |

| Arbitri: | Rabah Noujaim Wissam Zein Sadegh Ghanabari |

|            |          |             |
| Chen Y. 34 | Punti    | 19 Brownlee |
| Lin 3      | Assist   | 6 Ramos     |
| Gilbeck 9  | Rimbalzi | 12 Edu      |

| Arbitri: | Scott Beker Ahmed Al-Bulushi Sadegh Ghanabari |

|                          |          |               |
| Al-Ibraheemi 20          | Punti    | Lin 22        |
| Abdul Allah 4            | Assist   | Chen Y., Hu 3 |
| Al-Ibraheemi, Hammoodi 7 | Rimbalzi | Gilbeck 10    |

| Arbitri: | Takaki Kato Harja Jaladri Park Kyoung-jin |

|                     |          |           |
| Brownlee 37         | Punti    | Ngatai 22 |
| Newsome, Thompson 4 | Assist   | Britt 8   |
| Thompson 7          | Rimbalzi | Gold 11   |

| Arbitri: | Yevgeniy Mikheyev Sun Jian Preeda Muongmee |

|                     |          |                 |
| Hammoodi, Ismael 13 | Punti    | Ramos 21        |
| Abdul Allah 5       | Assist   | Thompson 7      |
| Al-Zuhairi 10       | Rimbalzi | tre giocatori 7 |

| Arbitri: | Rabah Noujaim Wissam Zein Sadegh Ghanabari |

|              |          |                    |
| R. Hinton 24 | Punti    | Cameron 28         |
| Chen Y. 3    | Assist   | Cameron 8          |
| Gilbeck 5    | Rimbalzi | Cameron, Davison 9 |

## Fase Finale

### Playoff
| Squadra 1      | Risultato | Squadra 2 |
| -------------- | --------- | --------- |
| 11 Agosto 2025 |           |           |
| Giappone       | 73 – 97   | Libano    |
| Corea del Sud  | 99 – 66   | Guam      |
| 12 Agosto 2025 |           |           |
| Taipei cinese  | 78 – 64   | Giordania |
| Arabia Saudita | 88 – 95   | Filippine |

| Arbitri: | Ahmed Al-Shuwaili Harja Jaladri Ahmed Al-Bulushi |

|              |          |               |
| A. Hinton 18 | Punti    | Tucker 29     |
| Chen Y. 4    | Assist   | Al-Taweel 3   |
| Gilbeck 12   | Rimbalzi | A. Olajuwon 9 |

| Arbitri: | Yevgeniy Mikheyev Wissam Zein Preeda Muongmee |

|                              |          |             |
| Abdur-Rakhman 33             | Punti    | Brownlee 29 |
| Abdel Gabar, Abdur-Rakhman 4 | Assist   | Brownlee 5  |
| Al-Suwailem 14               | Rimbalzi | Edu 12      |

| Arbitri: | Yevgeniy Mikheyev Preeda Muongmee Mohammad Taha |

|          |          |             |
| Moon 18  | Punti    | Kamai 19    |
| Park 7   | Assist   | Johnson 5   |
| Lee H. 9 | Rimbalzi | Galloway 11 |

| Arbitri: | Ahmed Al-Shuwaili Harja Jaladri Wissam Zein |

|                 |          |            |
| Yoshii 16       | Punti    | Lawson 24  |
| tre giocatori 4 | Assist   | Mansour 15 |
| Hawkinson 9     | Rimbalzi | Lawson 10  |

### Tabellone
|  | Quarti di finale | Quarti di finale |           |               | Semifinali                | Semifinali                |  |  | Finale | Finale |
|  |                  |                  |           |               |                           |                           |  |  |        |        |
|  | 14 Agosto        |                  |           |               |                           |                           |  |  |        |        |
|  |                  |                  |           |               |                           |                           |  |  |        |        |
|  | Australia        | 84               |           |               |                           |                           |  |  |        |        |
|  | Australia        | 84               | 16 Agosto |               |                           |                           |  |  |        |        |
|  | Filippine        | 80               |           |               |                           |                           |  |  |        |        |
|  | Filippine        | 80               | Australia | 92            |                           |                           |  |  |        |        |
|  | 14 Agosto        |                  | Australia | 92            |                           |                           |  |  |        |        |
|  |                  | Iran             | 48        |               |                           |                           |  |  |        |        |
|  | Iran             | Iran             | 48        | 78            |                           |                           |  |  |        |        |
|  | Iran             |                  | 17 Agosto | 78            |                           |                           |  |  |        |        |
|  | Taipei cinese    | 75               |           |               |                           |                           |  |  |        |        |
|  | Taipei cinese    | 75               | Australia | 90            |                           |                           |  |  |        |        |
|  | 13 Agosto        |                  | Australia | 90            |                           |                           |  |  |        |        |
|  |                  | Cina             | 89        |               |                           |                           |  |  |        |        |
|  | Cina             | Cina             | 89        | 79            |                           |                           |  |  |        |        |
|  | Cina             | 16 Agosto        |           | 79            |                           |                           |  |  |        |        |
|  | Corea del Sud    | 71               |           |               |                           |                           |  |  |        |        |
|  | Corea del Sud    | 71               | Cina      | 98            | Finale per il terzo posto | Finale per il terzo posto |  |  |        |        |
|  | 13 Agosto        |                  | Cina      | 98            | Finale per il terzo posto | Finale per il terzo posto |  |  |        |        |
|  |                  | Nuova Zelanda    | 84        |               |                           |                           |  |  |        |        |
|  | Nuova Zelanda    | Nuova Zelanda    | 84        | 90            | Iran                      | 79                        |  |  |        |        |
|  | Nuova Zelanda    |                  |           | 90            | Iran                      | 79                        |  |  |        |        |
|  | Libano           | 86               |           | Nuova Zelanda | 73                        |                           |  |  |        |        |
|  | Libano           | 86               |           |               | 73                        |                           |  |  |        |        |
|  |                  |                  |           |               |                           |                           |  |  |        |        |
|  |                  |                  |           |               |                           |                           |  |  |        |        |

### Quarti di finale
| Arbitri: | Ahmed Al-Shuwaili Wissam Zein Mohammad Taha |

|                      |          |             |
| Foxwell, Galloway 15 | Punti    | Quiambao 17 |
| Hickey 4             | Assist   | Brownlee 4  |
| White 8              | Rimbalzi | Edu 8       |

| Arbitri: | Takaki Kato Yevgeniy Mikheyev Preeda Muongmee |

|                 |          |                     |
| Amini 30        | Punti    | Lin 22              |
| Amini, Jafari 3 | Assist   | quattro giocatori 2 |
| Kazemi 12       | Rimbalzi | Gilbeck 7           |

| Arbitri: | Wissam Zein Ahmed Al-Shuwaili Mohammad Taha |

|          |          |           |
| Hu J. 23 | Punti    | Lee H. 22 |
| Cheng 6  | Assist   | Yang 5    |
| Hu J. 11 | Rimbalzi | Ha 9      |

| Arbitri: | Yevgeniy Mikheyev Takaki Kato Glenn Cornelio |

|           |          |           |
| King 23   | Punti    | Lawson 24 |
| Davison 5 | Assist   | Mansour 8 |
| Darling 9 | Rimbalzi | Lawson 13 |

### Semifinali
| Arbitri: | Rabah Noujaim Ahmed Al-Shuwaili Harja Jaladri |

|            |          |           |
| Zhao R. 24 | Punti    | Britt 21  |
| Zhao R. 6  | Assist   | Britt 6   |
| Hu J. 8    | Rimbalzi | Cameron 5 |

| Arbitri: | Takaki Kato Yevgeniy Mikheyev Park Kyoung-jin |

|            |          |                     |
| McVeigh 17 | Punti    | Vahedi 11           |
| Hickey 6   | Assist   | Kazemi, Sheikhi 3   |
| Hickey 6   | Rimbalzi | Sheikhi, Zangeneh 4 |

### Finale 3º posto
| Arbitri: | Scott Beker Wissam Zein Glenn Cornelio |

|           |          |                    |
| Jafari 22 | Punti    | Cameron 18         |
| Jafari 5  | Assist   | cinque giocatori 2 |
| Kazemi 16 | Rimbalzi | Davison 8          |

### Finale
| Arbitri: | Rabah Noujaim Yevgeniy Mikheyev Ahmed Al-Shuwaili |

|                  |          |           |
| Cooks 30         | Punti    | Hu M. 26  |
| Hickey, Magnay 4 | Assist   | Zhao R. 6 |
| Cooks 9          | Rimbalzi | Hu J. 10  |

## Classifica finale
| Campione d'Asia | Campione d'Asia | Campione d'Asia | Campione d'Asia |
| --- | --------------- | --- | --------------- |
| Australia 1 Wessels, 2 Smith, 4 Daniels, 6 Hickey, 7 Foxwell, 9 Galloway, 10 Cooks, 13 Bannan, 14 White, 17 McVeigh, 21 Henshall, 22 Magnay, All. Adam Caporn |                 | |                 |
| Pos. | Squadra         | Formazione |                 |
| | Cina            | Cina0 Gao, 3 Hu M., 5 Liao, 6 Cheng, 8 Zhao R., 10 Wang J., 11 Yu, 17 Zhao J., 21 Hu J., 26 Zhu, 35 Li, 39 Lei, All. Guo Shiqiang                                                                            |                 |
| | Iran            | Iran3 Vahedi, 5 Sheikhi, 6 Amini, 7 Rezaeifar, 11 Heydari, 12 Zangeneh, 14 Kazemi, 17 Aghajanpour, 23 Rahimi, 32 Aliakbari, 51 Monji, 55 Jafari, All. Sōtīrīs Manōlopoulos                                   |                 |
| 4. | Nuova Zelanda   | Nuova Zelanda0 Davison, 3 King, 4 Russo-Nance, 5 Britt, 6 Murray, 10 Gold, 11 Cameron, 12 Darling, 15 Hunt, 16 Smith-Milner, 20 Ngatai, 27 Andrew, All. Judd Flavell                                         |                 |
| 5. | Taipei cinese   | Taipei cinese0 Lin T.-c., 1 Gadiaga, 2 Ma C.-h., 4 R. T. Hinton, 5 Liu Cheng, 8 A. T. Hinton, 9 Chen Y.-c., 10 Hu L.-m., 34 Gilbeck, 55 Gao J.-w., 62 Chen K.-c., 88 Tseng H.-c., All. Gianluca Tucci        |                 |
| 6. | Corea del Sud   | Corea del Sud0 Ha, 1 Lee H., 3 Jeong, 5 Yang, 6 Park, 7 Yu, 9 Lee J., 11 Lee W., 12 Moon, 15 Kim J., 22 Yeo, 33 Lee S., All. Ahn Joon-ho                                                                     |                 |
| 7. | Filippine       | Filippine3 Newsome, 8 Oftana, 9 Thompson, 13 Malonzo, 15 Fajardo, 17 Perez, 24 Ramos, 25 Aguilar, 28 Quiambao, 32 Brownlee, 33 Tamayo, 34 Edu, All. Tim Cone                                                 |                 |
| 8. | Libano          | Libano1 Jamaleddine, 5 Saoud, 7 Zeinoun, 9 El Darwich, 10 Mansour, 11 Lawson, 14 Arakji, 23 Khayat, 24 Gyokchyan, 25 Mezher, 34 Hadidian, 40 Haidar, All. Miodrag Perišić                                    |                 |
| 9. | Giappone        | Giappone2 Togashi, 4 Jacobs, 7 Toews, 13 Kanechika, 14 Toyoshige, 18 Baba, 19 Nishida, 23 Harper Jr., 24 Hawkinson, 30 Tominaga, 91 Yoshii, 99 Kawamata, All. Tom Hovasse                                    |                 |
| 10. | Arabia Saudita  | Arabia Saudita4 Mo. Al-Marwani, 5 Abdur-Rahkman, 6 Ma. Almarwani, 7 Alsager, 8 Belal, 10 Abdel Gabar, 12 Al-Suwailem, 20 Shubayli, 24 Alsalem, 35 T. Mohammed, 99 Kadi, 00 M. Al-Muwallad, All. Ricard Casas |                 |
| 11. | Giordania       | Giordania0 Abdullah Olajuwon, 2 Tucker, 3 Abdulr. Olajuwon, 5 Ibrahim, 7 Al-Hamarsheh, 11 Al Taweel, 12 Abu Wazaneh, 14 Abu Aboud, 17 Kilani, 21 Abbas, 22 Kannan, 31 Mucharbach, All. Roy Rana              |                 |
| 12. | Guam            | Guam0 Kamai, 3 Johnson, 5 Galloway, 21 Ada, 24 Borja, 30 Simon, 33 Ross, 35 Fegurgur, 39 Cruz, 42 Wesley, All. EJ Calvo                                                                                      |                 |
| 13. | Qatar           | Qatar0 Goodwin, 1 Harris, 3 Darwish, 4 Saad, 5 Seydou, 8 Bedri, 13 O. Saad, 14 Abbasher, 19 Ndao, 23 Dieng, 33 Magassa, 44 Hadžibegović, All. Hakan Demir                                                    |                 |
| 14. | Iraq            | Iraq0 Al-Zuhairi, 1 Hammoodi, 2 Almahdi Abbas, 3 Alibraheemi, 6 Al-Musawi, 7 H. Abdullah, 14 Falih Nali, 15 Al-Khafaji, 24 A. Ismael, 31 Diar A. A. Allah, 33 Alqarnami, 00 Mayfield, All. Veselin Matić     |                 |
| 15. | India           | India1 Sekhon, 5 Dagar, 7 Hafeez, 8 K. Sandhu, 10 A. M. Krishnan, 12 P. Singh, 15 Palpreet S. Brar, 17 Tomar, 19 P. Prince, 23 A. Sandhu, 24 Arv. Singh, 34 V. K. Manoj, All. Scott Flemming                 |                 |
| 16. | Siria           | Siria0 Nounou, 1 Bakar, 2 Idelbi, 4 Dolmaye, 5 DeShields, 7 Abdulla, 8 Arbasha, 13 Atli, 21 Cheikh Ali, 23 Adribi, 33 Maran, 00 Albalbisi, All. Joseph Stiebing                                              |                 |

## Statistiche

### Statistiche individuali
Fonte: 
Punti
| Giocatore                  | PPG  |
| -------------------------- | ---- |
| Muhammad-Ali Abdur-Rahkman | 26.0 |
| Brandon Goodwin            | 25.3 |
| Keron DeShields            | 22.0 |
| Justin Brownlee            | 20.6 |
| Dar Tucker                 | 20.3 |

Rimbalzi
| Giocatore            | RPG  |
| -------------------- | ---- |
| Mohammed Al-Suwailem | 12.5 |
| Josh Hawkinson       | 11.8 |
| Arsalan Kazemi       | 10.3 |
| Hu Jinqiu            | 9.2  |
| A.J. Edu             | 9.0  |

Assist
| Giocatore          | APG |
| ------------------ | --- |
| Khalid Abdel Gabar | 6.8 |
| Ali Mansour        | 6.4 |
| Dwight Ramos       | 6.0 |
| Brandon Goodwin    | 6.0 |
| William Hickey     | 5.5 |
| Yang Jun-seok      | 5.5 |

Stoppate
| Giocatore             | BPG |
| --------------------- | --- |
| Mohammed Al-Suwailem  | 2.8 |
| Brandon Gilbeck       | 2.4 |
| Abdullah Al-Ibraheemi | 1.7 |
| Palpreet Singh Brar   | 1.7 |
| A.J. Edu              | 1.6 |

Palle Rubate
| Giocatore             | SPG |
| --------------------- | --- |
| Arvind Muthu Krishnan | 2.3 |
| Brandon Goodwin       | 2.3 |
| Karim Zeinoun         | 2.2 |
| Pranav Prince         | 2.2 |
| Keron DeShields       | 2.2 |
| Arsalan Kazemi        | 2.2 |

Efficienza
| Giocatore                  | EFFPG |
| -------------------------- | ----- |
| Mohammed Al-Suwailem       | 28.3  |
| Brandon Goodwin            | 25.0  |
| Josh Hawkinson             | 24.5  |
| Muhammad-Ali Abdur-Rahkman | 23.0  |
| Hu Jinqiu                  | 22.2  |

### Statistiche squadra
Fonte: 
Punti
| Squadra       | PPG  |
| ------------- | ---- |
| Australia     | 94.3 |
| Nuova Zelanda | 93.2 |
| Cina          | 91.5 |
| Libano        | 86.6 |
| Giappone      | 86.0 |

Rimbalzi
| Squadra       | RPG  |
| ------------- | ---- |
| Australia     | 48.0 |
| Filippine     | 42.4 |
| Nuova Zelanda | 41.3 |
| Libano        | 40.8 |
| Iraq          | 40.7 |

Assist
| Squadra       | APG  |
| ------------- | ---- |
| Libano        | 23.6 |
| Corea del Sud | 22.2 |
| Giappone      | 21.0 |
| Nuova Zelanda | 20.7 |
| Australia     | 19.8 |

Stoppate
| Squadra        | BPG |
| -------------- | --- |
| Arabia Saudita | 5.3 |
| Australia      | 4.5 |
| Iraq           | 4.3 |
| India          | 4.0 |
| Giappone       | 4.0 |
| Filippine      | 4.0 |

Palle Rubate
| Squadra       | SPG  |
| ------------- | ---- |
| Libano        | 10.2 |
| Corea del Sud | 8.6  |
| Qatar         | 8.3  |
| Nuova Zelanda | 8.3  |
| India         | 7.3  |
| Iran          | 7.3  |

Efficienza
| Squadra       | EFFPG |
| ------------- | ----- |
| Australia     | 115.2 |
| Nuova Zelanda | 108.8 |
| Libano        | 105.6 |
| Cina          | 103.7 |
| Giappone      | 102.3 |

## Premi
Il giocatore vincitore del premio di MVP ed il miglior quintetto della competizione sono stati annunciati il 17 Agosto 2025, dopo il termine della finale.

### Riconoscimenti individuali
| Riconoscimento                     | Giocatore       | Squadra   |
| ---------------------------------- | --------------- | --------- |
| FIBA Asia Cup Most Valuable Player | Jaylin Galloway | Australia |

### Quintetto ideale
| FIBA Asia Cup All-Tournament Team | FIBA Asia Cup All-Tournament Team |
| --------------------------------- | --------------------------------- |
| Sina Vahedi                       | Iran                              |
| Jaylin Galloway                   | Australia                         |
| Jack McVeigh                      | Australia                         |
| Wang Junjie                       | Cina                              |
| Hu Jinqiu                         | Cina                              |